# فيلق روماني

الإمبراطورية الرومية باقصى اتساعها بفضل فيالقها

الفَياَلِق الْرُّومانِيَّة أو الكَتَائِبْ الرُّومِيَّة هي الجيوش الجرارة التي أقامتها الروم في العصر الجمهوري والعصر الإمبراطوري. وكان منها الكثير من القناصل والقادة والعساكر الأكفاء كذلك القياصرة، وساهمت في توسيع الدولة لتملك نصف أوروبا وسائر شواطىء البحر المتوسط حتى أن الناس أسمته بحر الروم، لتبقى ألفَيّْ عام.

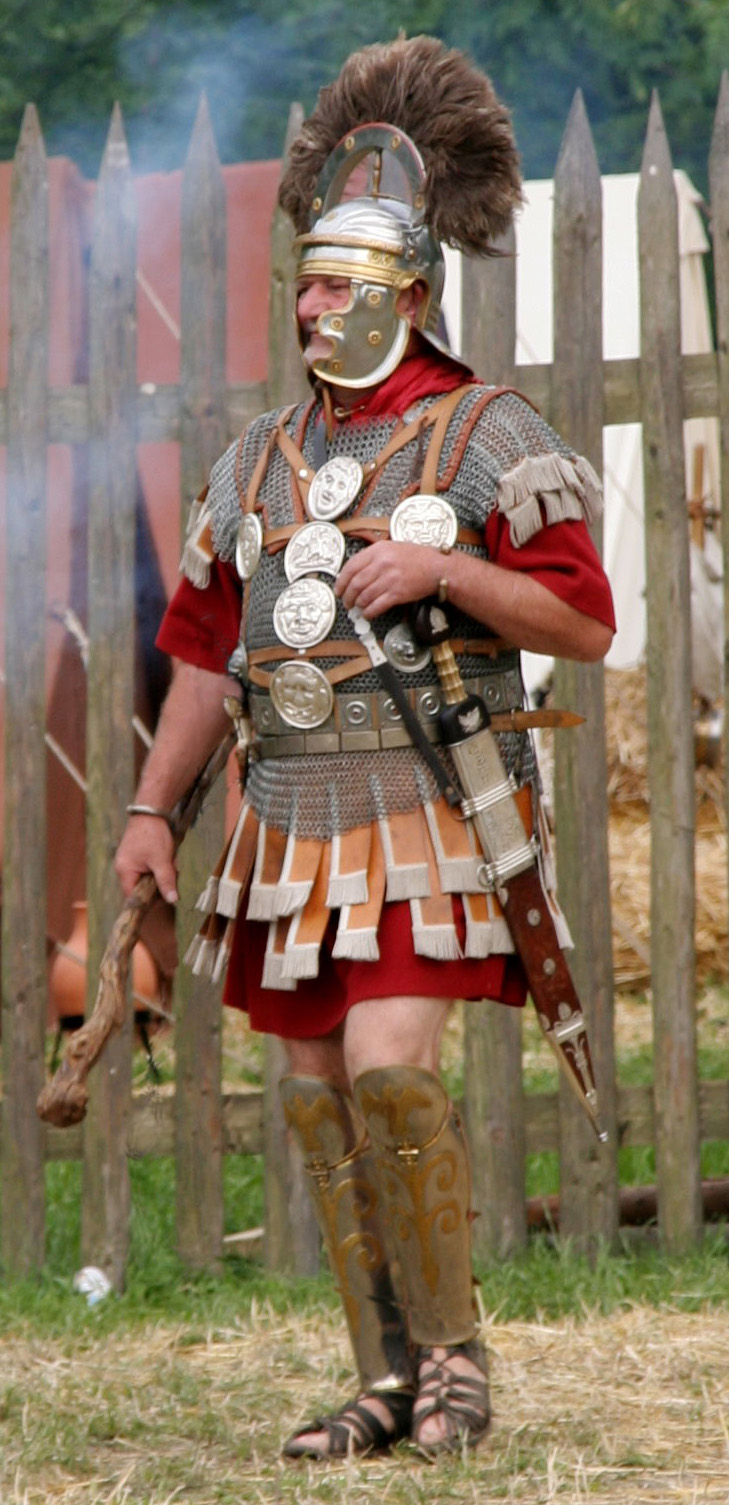
جندي رومي

## حجم الفيلق الروماني
عدد الفيلق الواحد زهاء 5400 فرد فضلًا عن عدد كبير من أتباع العسكر والخدم والعبيد و680 من البغال.وقد اختلف العدد بين الجمهورية والأمبراطورية بين الاباطرة وأيضا.

## مواضيع مرتبطة
- ثقافة روما القديمة
- الجمهورية الرومانية
- الفيلق البارثي الأول
- الفيلق البارثي الثالث